# 大分市立碩田中学校
大分市立碩田中学校（おおいたしりつ せきでんちゅうがっこう）は、かつて大分県大分市碩田町にあった公立中学校である。

## 概要
大分市中心部に位置し、荷揚町小学校、中島小学校、住吉小学校の3つの小学校区を校区とする公立中学校であった。校区には、大分県庁や大分市役所などの官公庁街、中央町や竹町などの商店街、都町などの繁華街、大分臨海工業地帯5号地などの工業地帯といった多様な性格を持つ地域が含まれていた。中心部のドーナツ化現象による人口流出のため、生徒数は減少傾向にあった。
卒業生の総数は、19,804人
校名の「碩田」は、「大分」の古名であり、景行天皇が大分を訪れた際に「広大なる哉、この郡は。よろしく碩田国（おおきたのくに）と名づくべし」（『豊後国風土記』）と名づけたことに由来する。

## 小中一貫教育
2012年3月に策定された「大分市立小中学校適正配置基本計画」では、荷揚町小学校、中島小学校、住吉小学校を統合して新設校を建設するとともに、本校との小中一貫教育の充実を図るという方向性が示された。2014年2月25日には、大分市教育委員会が、3小学校を統合して、本校と隣接する住吉小学校の校地に、2017年4月に施設一体型小中一貫校を開校することを決定している。2016年6月には、この新設校の種類を大分県初の義務教育学校とすること、校名を大分市立碩田学園とすることが決定された。
本校は、校地への小中一貫校の校舎建設のために、2015年に泉町にある住吉小学校グラウンドの仮設校舎に一時移転していた。

## 校訓
- 英知[6]
- 友情
- 団結

## 沿革
- 1947年（昭和22年） - 創立（校地は現在の王子中学校の場所）[7]。
- 1949年（昭和24年） - 校区を再編成し、現在地（一時移転前の校舎。碩田町二丁目）に移転。
- 1951年（昭和26年） - 校旗・校歌制定。
- 2002年（平成14年） - 校訓制定。
- 2015年（平成27年） - 本校校地に施設一体型小中一貫教育校を建設するため、泉町にある住吉小学校グラウンドの仮設校舎へ一時移転。
- 2017年（平成29年）
  - 3月24日 - 閉校式挙行[1][8]。
  - 3月31日 - 閉校。

## 学級数・生徒数
- 学級数 - 12学級[7]
- 生徒数 - 334名[7]

## 通学区域
- 荷揚町小学校通学区

荷揚町、都町一丁目～四丁目、城崎町一丁目～三丁目、中央町一丁目～四丁目、高砂町、寿町、府内町二丁目・三丁目、末広町一丁目
- 中島小学校通学区

中島中央一丁目～三丁目、中島西一丁目～三丁目、千代町一丁目～四丁目、住吉町一丁目・二丁目、新川町一丁目・二丁目、勢家の一部
- 住吉小学校通学区

中島東一丁目～三丁目、豊町一丁目・二丁目、碩田町一丁目～三丁目、泉町、弁天一丁目～三丁目、豊海一丁目～五丁目

## 交通
- 仮校舎
  - 鉄道：JR九州日豊・久大・豊肥本線大分駅府内中央口（北口）から約1.9km
  - バス：大分交通「住吉小学校前」停留所下車
- 一時移転前の校舎
  - 鉄道：大分駅府内中央口（北口）から徒歩約25分
  - バス：大分交通「中島十条」停留所下車

## 著名な出身者
- 穴井隆将 - 2010年世界柔道選手権大会 100kg級で金メダル[9]
- 穴見陽一（ファミリーレストラン「ジョイフル」元代表取締役会長、衆議院議員）[10]
- 石丸謙二郎 - 俳優、声優、ナレーター[11]
- 石川正史 - 政治家（津久見市長）、フリーアナウンサー（元山口放送・大分放送）
- 衛藤晟一 - 内閣府特命担当大臣、参議院議員[12]
- 沖雅也 - 俳優（1年の時在籍。2年で王子中学校へ転入[13]）
- 千代大海龍二 - 大相撲力士（大関）[14]
- 錦野旦 - 歌手[15]